# 重松寛勝
重松 寛勝（しげまつ かんしょう、1863年8月23日（文久3年7月10日） - 1928年11月4日）は、日本の僧。真言宗善通寺派随心院42代門跡を務めた。

## 来歴
伊予国に生まれる。
1910年（明治43年）、弘川寺の塔頭「釈迦院」を大阪市港区築港に移し、築港高野山釈迦院として創建した。書家としても知られる。